# Африканский лев (фильм)
Африканский лев (англ. The African Lion) — американский документальный фильм 1955 года, режиссёр Джеймс Алгар. Он был выпущен Walt Disney Productions как часть серии «Настоящие приключения». Фильм, который снимался в течение 30 месяцев в Кении, Танганьике и Уганде (а также в Южной Африке), фокусируется на жизни льва в сложной африканской экосистеме. На 6-м Берлинском международном кинофестивале он получил награду «Серебряный медведь» (в категории документальные фильмы).
Он был выпущен на DVD в 2006 году как часть коллекции Walt Disney Legacy Collection.

## Критика
Босли Краузер из «Нью-Йорк Таймс» писал: «Мы совершенно уверены, что ни одному посетителю знаменитых высокогорных плато Кении и Танганьики, где были сняты превосходные цветные кадры этой картины, никогда не удастся увидеть столько местной природы или приблизиться к этому настолько близко, как это можно сделать в этом прекрасном фильме… Похвальная работа по режиссуре и редактированию была проделана Джеймсом Алгаром, а превосходное музыкальное сопровождение было предоставлено Полом Смитом». Variety заявила, что «Милотты получили одни из лучших кадров дикой природы, когда-либо снятых в Африке… но, какими бы впечатляющими они ни были, этого недостаточно, чтобы компенсировать чувство „я видел это раньше“, которое порождает этот сюжет». Филип К. Шойер из Los Angeles Times написал: «Многое из этого поразительно», а также отметил, что повествование «довольно свободно от приторной привлекательности, типичной для более ранних „Приключений из реальной жизни“. Конечно, многие эффекты придуманы для смеха или острых ощущений при монтаже и озвучивании — но, в конце концов, это функция режиссёра, и она достаточно законна». The Monthly Film Bulletin писал: «Используемые здесь неизменно блестящие и увлекательные фотографические методы позволяют вдохнуть новую жизнь в относительно знакомый материал».